# بخش مشکین شرقی
بخش مشکین شرقی یا لاهرود یکی از بخش‌های تابعه شهرستان مشگین‌شهر در استان استان اردبیل ایران است.

## تقسیمات کشوری
- بخش مشکین شرقی یا لاهرود
  - دهستان قره سو
  - دهستان لاهرود
  - دهستان نقدی

شهرها: لاهرود و فخرآباد

## جمعیت
بنابر سرشماری مرکز آمار ایران، جمعیت بخش مشکین شرقی یا لاهرود شهرستان مشگین‌شهر در سال ۱۳۸۵ برابر با ۱۷۶۴۸ نفر بوده‌است.